# セラミカ
株式会社セラミカは島根県大田市に拠点を置いていた石州瓦の製造・販売などを行っていた会社である。
石州瓦工業組合に加盟していた。

## 事業所
- 本社
  - 島根県大田市大森町イ1688番地2
- 九州営業所
  - 福岡県大野城市乙金東二丁目17番18号
- 第一工場
  - 島根県大田市水上町福原561番地
- 第二工場
  - 島根県大田市水上町福原89番地1
- 第三工場
  - 島根県大田市水上町三久須1124番地
- 第五工場
  - 島根県大田市大森町イ1650番地16
- 第六工場
  - 島根県大田市水上町福原32番地1
- 多伎鉱業所
  - 島根県出雲市多伎町口田儀1702番地20

## 沿革
- 1985年2月 ‐ 昭和陶業、石州水上産業、吉永窯業、水上窯業の共同出資により石州セラミカ協業組合を設立。
- 1988年4月 ‐ 九州営業所を開設。
- 2006年12月25日 ‐ 株式会社セラミカに組織変更。
- 2007年3月21日 ‐ 昭和陶業、石州水上産業、吉永窯業、水上窯業を合併。
- 2014年1月 - 松江地方裁判所へ民事再生法適用を申請[2]。
- 2014年8月 - 丸惣 (島根県)へ一部事業を譲渡[広報 1]
- 2021年1月 - 松江地方裁判所から破産手続開始決定を受ける[1]。

#### 広報資料・プレスリリースなど一次資料
1. ↑  丸惣 会社沿革 - ウェイバックマシン（2015年4月16日アーカイブ分）